# 미국 해군 범죄수사국
미국 해군 범죄수사국(영어: Naval Criminal Investigative Service (NCIS))은 미국 해군 소속의 연방수사기관이다. 이전 이름은 해군수사국(영어: Naval Investigative Service (NIS))이었다. 미국의 수사기관 중에서 가장 오래된 기관으로, 육군과 공군과는 다르게 직원의 대부분이 민간인 신분이다. 세계 각지에 있는 미국 해군 및 미국 해병, 그리고 그 가족들을 포함하는 각종 범죄사건 및 테러수사, 정보수집, 기관보호, 사이버 테러 방지 등의 다양한 임무를 수행하고 있다. 미국의 연방 기관이지만 미국 해군 및 해병의 주둔지가 전 세계적으로 존재한다.

## 사진첩

문장, 인장, 로고
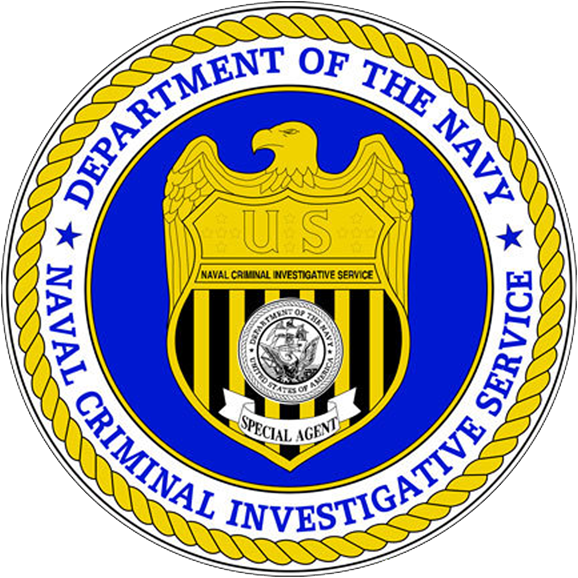
옛 인장
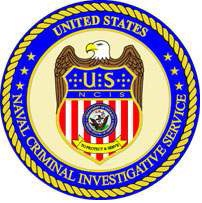
옛 인장
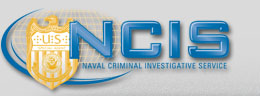
2010년 재정된 공식 로고
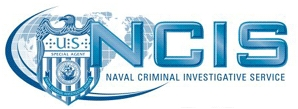
공식 로고

## 대중매체
- NCIS, 미국 CBS 방송사의 드라마 시리즈.

## 같이 보기
- 미국 육군 범죄수사대 (CID)
- 미국 공군 특수수사국 (OSI)
- 미국 해병대 범죄수사대 (USMC CID)